# Cmentarz Bohnicki
Cmentarz Bohnicki (cz. Bohnický hřbitov) – cmentarz położony w stolicy Czech w dzielnicy Praga 8 (Bohnice) pomiędzy ulicami U Skalky a Dolákovą.

## Historia
Cmentarz Benicki powstał po wyczerpaniu się miejsca na nowe pochówki na cmentarzu przy bohnickim kościele śś. św. Piotra i Pawła, jego teren jest podłużny, zorientowany południkowo. Na terenie nekropolii znajduje się 23 grobowce, 656 grobów tradycyjnych i mogił oraz 89 grobów urnowych (stan z 2001). Pochowano tu 2040 osób (stan z 1999). Spoczywa tu Karel Vraný, właściciel barokowego gospodarstwa Vraných. Jest pochowany również ziemianin Alois Svoboda, który podarował ziemię, na której urządzono ogród zoologiczny oraz historyk Hugo Toman.